# Jelena Wiktorowna Bereschnaja
Jelena Wiktorowna Bereschnaja (russisch Елена Викторовна Бережная; * 11. Oktober 1977 in Newinnomyssk, Region Stawropol) ist eine ehemalige russische Eiskunstläuferin, die im Paarlauf für Lettland und Russland startete.

## Werdegang
Bereschnajas Eltern ließen sich scheiden, als sie fünf Jahre alt war. Scheidungsgrund waren die Alkoholprobleme ihres Vaters. Ihre Mutter heiratete wieder. Bereschnaja hat einen jüngeren Bruder namens Iwan und einen älteren Bruder namens Alexei. Zur Familie gehörten auch drei Cousins, nachdem deren Eltern verstorben waren. Jelena Bereschnaja begann im Alter von vier Jahren mit dem Eislaufen. Zwei Jahre später nahm sie das Eiskunstlauftraining bei Nina Ruschkina auf. Als Bereschnaja 13 Jahre alt war, entschied ihre Trainerin, dass sie mit ihrem Sohn ein Paarlaufpaar bilden sollte und dass sie so eine Chance bekommen würden in der Eiskunstlaufschule von ZSKA Moskau unterzukommen. So zog Bereschnaja in das weit entfernte Moskau. Ihre Mutter konnte sie nicht begleiten. Ruschkin hatte Probleme, Bereschnaja zu heben und so machte das Paar wenig Fortschritte.
Nach der wenig erfolgreichen Eiskunstlaufpartnerschaft mit Ruschkin und einem anderen Eiskunstläufer wurde Oleg Schljachow (lett. Oļegs Šļahovs) Partner der 14-jährigen Bereschnaja. Er war bereits von seiner siebten Eiskunstlaufpartnerin verlassen worden. Zunächst lief es gut zwischen Bereschnaja und Schljachow, mit der Zeit aber wurde Schljachow ihr gegenüber physisch und verbal ausfällig. Er schlug sie und ließ sie von Hebungen fallen. Schljachow entschied, nach Riga zu gehen und für Lettland zu starten, um dort billiger und besser trainieren zu können. Bereschnaja sah keine Alternative und ging mit ihm. Sie bewahrte auch ihrer Mutter gegenüber Stillschweigen über Schljachows Benehmen, um deren schlechten gesundheitlichen Zustand nicht zu verschlimmern. Bereschnaja machte für ihre Mutter weiter, denn sie wusste, dass Fernsehauftritte ihrer Tochter ihr Kraft und Freude gaben. Für ein Jahr blieben Bereschnaja und Schljachow ohne Trainer, da niemand sie trainieren wollte. Danach fanden sie einen Trainer, dem Schljachows Reputation unbekannt war. Nach gescheiterten Versuchen, Schljachow zu zügeln, gab dieser allerdings auf.
1993 bestritten Bereschnaja und Schljachow ihre erste Welt- und Europameisterschaft, die sie als 14. bzw. Achte beendeten. Bei ihren ersten Olympischen Spielen 1994 in Lillehammer belegten sie einen beachtlichen achten Platz. Wenig später lud die renommierte Paartrainerin Tamara Moskwina das Paar ein, bei ihr im Jubileiny-Sportkomplex in Sankt Petersburg zu trainieren. Im Gegensatz zur Atmosphäre beim ZSKA und in Riga war das soziale Klima dort sehr positiv. Bereschnaja schloss sofort Freundschaften mit anderen Eiskunstläufern, vor allem mit Anton Sicharulidse, dem Juniorenweltmeister im Paarlauf von 1994 und 1995. Schljachow beobachtete diese Freundschaft mit Argwohn und empfand Sicharulidse als Rivalen. Er benahm sich für ein halbes Jahr gut, doch dann ließ er Bereschnaja von einer Hebung fallen. Die anderen Eiskunstläufer warnten ihn, dies nicht noch einmal zu tun. Moskwina engagierte Psychologen, die regelmäßig mit Schljachow arbeiteten, er wurde jedoch wieder rückfällig. Moskwina wurde besorgter und riet Bereschnaja, sich von ihm zu trennen.
1995 schafften Bereschnaja und Schljachow bei ihrer dritten Europameisterschaft mit dem fünften Rang ihre beste Platzierung. Bei ihrer dritten Weltmeisterschaft wurden sie, wie im Vorjahr, Siebte. Ende 1995 gewannen sie bei der Trophée Lalique. Danach veranlasste Schljachow sie, mit ihm für drei Wochen nach Riga zurückzukehren, um sich für die kommende Europameisterschaft vorzubereiten. Sicharulidse riet ihr davon ab, sie sagte ihm jedoch, sie könne die paar Wochen aushalten. Am 9. Januar 1996, traf Schljachows Schlittschuh Bereschnaja bei einer Waagepirouette nebeneinander am Kopf und schnitt ihr in den Schädel. Es folgte ein langer Krankenhausaufenthalt für sie mit zwei Gehirnoperationen, bei denen Knochenpartikel aus ihrem Gehirn entfernt wurden.
Als Sicharulidse davon hörte, reiste er sofort nach Riga, um sie im Krankenhaus zu besuchen. Sie konnte zu dieser Zeit weder sprechen noch sich bewegen. Sicharulidse blieb bei ihr und half ihr bei der Genesung. Bereschnaja wollte wieder zum Eiskunstlaufen zurückkehren und die Ärzte stimmten vorsichtigen Bewegungen auf dem Eis bereits zwei Monate später zu. Mit der Hilfe von Sicharulidse und unter der Beobachtung von Tamara Moskwina machte sie wieder erste Versuche auf dem Eis. Moskwina war begeistert vom Umgang der beiden miteinander und so begannen sie über eine mögliche gemeinsame Karriere als Paarläufer nachzudenken. Bereschnaja hatte sich wieder erholt, ihre Sprache war aber noch beeinträchtigt, sodass sie zur Sprachtherapie ging. Bereits bei der Europameisterschaft 1997 traten Sicharulidse und Bereschnaja zusammen an und gewannen auf Anhieb die Bronzemedaille.
Ein Jahr später, bei der Europameisterschaft 1998 in Mailand wurden sie Europameister und gingen somit als Favoriten zu den Olympischen Spielen 1998 in Nagano. Wenige Sekunden vor dem Ende der Kür misslang ihnen eine Hebung, die sie möglicherweise die Goldmedaille kostete. Sie gewannen die Silbermedaille hinter ihren Landsleuten Oxana Kasakowa und Artur Dmitrijew. Bei der Weltmeisterschaft in Minneapolis wurden Sicharulidse und Bereschnaja Weltmeister. Sie verteidigten diesen Titel 1999 bei der Weltmeisterschaft in Helsinki. 1999 waren sie auch erstmals russische Meister geworden, ein Titel, den sie bis 2002 verteidigten. 1999 schloss der Jubileiny-Sportkomplex wegen Renovierungsarbeiten. Das Paar ging daraufhin nach Hackensack, New Jersey, wo sie zusammen mit dem US-amerikanischen Paar Kyoko Ina und John Zimmerman, das auch von Tamara Moskwina betreut wurde, trainierten. Im Jahr 2000 gewannen sie die Europameisterschaft in Wien. Wenig später wurden sie jedoch disqualifiziert, da Bereschnaja positiv auf Pseudoephedrin getestet worden war. Daraufhin wurde ihnen der Titel aberkannt und sie wurden für die Weltmeisterschaft gesperrt. Bereschnaja hatte ein Medikament gegen eine Erkältung genommen, dem ihr Arzt zugestimmt hatte. Sie hatte aber versäumt, es der ISU zu melden.
2001 gewannen Bereschnaja und Sicharulidse dann in Bratislava ihren zweiten Europameisterschaftstitel. Bei der Weltmeisterschaft unterlagen sie den Kanadiern Jamie Salé und David Pelletier, mit denen sich schon über die gesamte Saison hin eine Rivalität gebildet hatte.

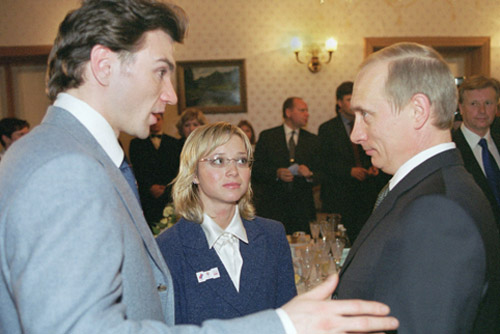
Bereschnaja und Sicharulidse mit Präsident Putin nach den Olympischen Spielen 2002

So gingen beide Paare als Favoriten zu den Olympischen Spielen 2002 in Salt Lake City. Die Russen gewannen das Kurzprogramm, während die Kanadier einen Sturz hinnehmen mussten. In der Kür machten Bereschnaja und Sicharulidse kleinere Fehler während die Kanadier fehlerlos blieben. Vier Punktrichter sahen die Kanadier vorne und fünf Punktrichter die Russen. Somit wurde Sicharulidse und Bereschnaja die Goldmedaille verliehen. Das Ergebnis rief eine Kontroverse hervor. Der Präsident der ISU Ottavio Cinquanta leitete auf Druck des IOC eine Untersuchung hinsichtlich eines möglichen Punktrichterskandals ein. Der Fokus fiel auf die französische Punktrichterin Marie-Reine Le Gougne, die einzige westliche Punktrichterin, die für das russische Paar gewertet hatte. Unter dem Druck der Medien sagte sie aus, eingeschüchtert worden zu sein um für das russische Paar zu stimmen, im Ausgleich für einen Vorteil für das französische Paar Anissina / Peizerat im Eistanzwettbewerb, der ein paar Tage später stattfand. Der Skandal endete damit, dass auch dem kanadischen Paar Salé und Pelletier eine Goldmedaille verliehen wurde. Le Gougne sagte später, sie habe ehrlich bewertet und nur aufgrund des hohen Drucks der Medien das Gegenteil zugegeben. Die Medien, besonders NBC, hatten die Chance, die russische Dominanz in diesem Wettbewerb nach 42 Jahren zu brechen, beworben. Der Preisrichterskandal von Salt Lake City veranlasste die ISU das Wertungssystem vollständig zu reformieren.
Nach den Olympischen Spielen tourten Bereschnaja und Sicharulidse bis 2006 mit der Eisrevue Stars on Ice in den USA, danach kehrten sie nach Russland zurück, wo sie in einigen Eis-Shows im Fernsehen auftraten.
Bereschnaja und Sicharulidse hatten zwischen 1996 und 2002 eine Beziehung. Danach sind sie eng befreundet geblieben. Sicharulisdse wurde 2010 der Pate von Bereschnajas Sohn. Vater des Kindes ist der britische Eiskunstläufer Steven Cousins; 2009 wurde dem Paar eine Tochter geboren.

## Ergebnisse

### Paarlauf
(bis 1996 mit Oleg Schljachow, ab 1997 mit Anton Sicharulidse)
| Wettbewerb / Jahr         | 1993 | 1994 | 1995 | 1996 | 1997 | 1998 | 1999 | 2000 | 2001 | 2002 |
| ------------------------- | ---- | ---- | ---- | ---- | ---- | ---- | ---- | ---- | ---- | ---- |
| Olympische Winterspiele   |      | 8.   |      |      |      | 2.   |      |      |      | 1.   |
| Weltmeisterschaften       | 14.  | 7.   | 7.   |      | 9.   | 1.   | 1.   | G    | 2.   |      |
| Europameisterschaften     | 8.   | 8.   | 5.   |      | 3.   | 1.   | Z    | D    | 1.   |      |
| Russische Meisterschaften |      |      |      |      | 2.   | 2.   | 1.   | 1.   | 1.   | 1.   |

- Z = Zurückgezogen
- D = Disqualifiziert (wegen eines positiven Dopingbefunds von Jelena Bereschnaja)
- G = von ISU gesperrt